# Sociedade civil
Sociedade civil refere-se ao conjunto das organizações voluntárias que servem como mecanismos de articulação de uma sociedade, por oposição às estruturas apoiadas pela força de um Estado (independentemente de seu sistema político).

## Origem
Maquiavel já havia estabelecido uma distinção entre sociedade e Estado. Entretanto, o primeiro estudo envolvendo a expressão "sociedade civil", foi o Ensaio Sobre a História da Sociedade Civil, escrito pelo filósofo escocês Adam Ferguson, em 1767. Para Ferguson, um moralista (grupo que também inclui Adam Smith, Francis Hutcheson, David Hume e outros maiores contribuintes para o Iluminismo Escocês), a "sociedade civil" é o oposto do indivíduo isolado, ou, mais especificamente, a condição do homem que vive numa cidade.
Posteriormente, Immanuel Kant desenvolveu o conceito de Sociedade Civil como uma sociedade estabelecida com base no direito, ou seja, o oposto da categoria explicativa de estado de natureza, caracterizada pela guerra potencialmente permanente de todos contra todos.
Todavia, em seu sentido moderno, a expressão é atribuída ao filósofo alemão Georg Wilhelm Friedrich Hegel, que utilizou-a em Elementos da Filosofia do Direito. Nesta obra, a sociedade civil (bürgerliche Gesellschaft em alemão) era um estágio no relacionamento dialético entre os opostos percebidos por Hegel, a macro-comunidade do estado e a micro-comunidade da família. Num sentido amplo, o termo foi dividido, como os seguidores de Hegel, entre a esquerda e a direita. Na esquerda, tornou-se a fundação da sociedade burguesa de Karl Marx; na direita, tornou-se uma descrição para todos os aspectos não estatais da sociedade, expandindo-se da rigidez econômica do marxismo para a cultura, sociedade e política

## Definição
Existe uma infinidade de definições de sociedade civil. A prática definição do Centro para a Sociedade Civil da London School of Economics é bastante ilustrativa:
Sociedade civil refere-se à arena de ações coletivas voluntárias em torno de interesses, propósitos e valores. Na teoria, as suas formas institucionais são distintas daquelas do estado, família e mercado, embora na prática, as fronteiras entre estado, sociedade civil, família e mercado sejam frequentemente complexos, indistintos e negociados. A sociedade civil comumente abraça uma diversidade de espaços, actores e formas institucionais, variando em seu grau de formalidade, autonomia e poder. Sociedades civis são frequentemente povoadas por organizações como instituições de caridade, organizações não governamentais de desenvolvimento, grupos comunitários, organizações femininas, organizações religiosas, associações profissionais, sindicatos, grupos de autoajuda, movimentos sociais, associações comerciais, coalizões e grupos activistas.

## Sociedade civil e democracia
A literatura sobre os elos entre a sociedade civil e a democracia tem suas raízes nos primeiros escritos liberais como aqueles de Alexis de Tocqueville. Todavia, eles se desenvolveram de modo significativo pelos teóricos do século XX, como Gabriel Almond e Sidney Verba, que identificaram o papel da sociedade civil numa ordem democrática como vital.
Mais recentemente, Robert Putnam argumentou que mesmo organizações não-políticas na sociedade civil são vitais para a democracia. Isto porque elas constroem capital social, confiança e valores compartilhados, os quais são transferidos para a esfera política e ajudam a manter a sociedade junta, facilitando uma compreensão da interconectividade da sociedade e dos interesses dentro dela.
Outros, todavia, têm questionado como a sociedade civil democrática realmente é. Alguns têm notado que os actores da sociedade civil obtiveram agora um admirável montante de poder político sem que tenham para isso sido directamente eleitos ou designados.

## Sociedade civil e globalização
Nos dias de hoje, a expressão "sociedade civil" é, frequentemente, utilizada por críticos e activistas como uma referência às fontes de resistência ao domínio da vida social que devem ser protegidas da globalização. Isto ocorre porque ela é vista como actuando além das fronteiras e através de diferentes territórios.
Por outro lado, outros veem a globalização como um fenômeno social trazendo valores liberais clássicos, os quais inevitavelmente levarão a um papel maior por parte da sociedade civil, às custas das instituições politicamente derivadas do estado.

## Exemplos de instituições da sociedade civil
- Associações profissionais
- Clubes cívicos
- Instituições políticas
- Órgãos de defesa do consumidor

## Citações
A Sociedade Civil é um conjunto de instituições e associações que são suficientemente fortes para evitar a tirania, mas que no entanto são permeáveis para a livre entrada e saída pelos indivíduos, em vez de impostas pela nascença ou mantidas por algum ritual assombroso. Você pode entrar para o partido socialista sem nunca ter sacrificado uma cabra... (Condições da Liberdade, 1995, Ernest Gellner)

### Em inglês
- «LSE Centre for Civil Society» (em inglês)
- «Civil Society in the Post-Communist Context: Linking Theoretical Concept and Social Transformation» (em inglês). por Tanya Narozhna
- «The Western Concept of the Civil Society in the Context of Chinese History» (em inglês). por Thomas Metzger.

### Em português
- «Cidadania e sociedade civil». em DHnet. Acessado em 4 de abril de 2008.
- «O conceito de sociedade civil» (PDF). in PUC-Rio. Acessado em 4 de abril de 2008.
- RIZEK, Cibele Saliba. Sociedade civil e espaços públicos no Brasil: um balanço necessário in "Revista Brasileira de Ciências Sociais", São Paulo, v. 18, n. 51, 2003. Disponível em: Scielo. Acessado em: 4 de abril de 2008. DOI: 10.1590/S0102-69092003000100011.